# نادي النهرين
نادي النهرين الرياضي هو فريق كرة قدم عراقي مقره في واسط، يلعب في الدوري العراقي الدرجة الثالثة.

## روابط خارجية
- نادي النهرين على Goalzz.com
- أندية العراق - تواريخ التأسيس